# ASK Vorwärts Frankfurt/Oder
Le ASKV Francfort-sur-l'Oder (en alemán, Armeesportklub Vorwärts Frankfurt-am-Oder) fue un club polideportivo situado en la localidad de Frankfurt (Oder) en la República Democrática de Alemania. Dependía del Armeesportvereinigung Vorwärts (ASV), organización deportiva del ejército nacional.

## Historia
Tras su creación en enero de 1956, el ejército de Alemania del Este adquirió estructuras deportivas el 1 de octubre de 1956, en la lógica del desarrollo del deporte de élite de la Alemania del Este. El primer club militar se fundó en 1958 en Berlín (ASK Vorwärts Berlin). Después de los Juegos Olímpicos de México 1968, donde la RDA marchó por primera vez bajo su propia bandera, las autoridades optaron por concentrar aún más recursos y sus atletas para practicar un deporte emblema del régimen comunista. En este contexto se fundó el ASKV Frankfurt – an der Oder en 1969. Poco a poco se le transfirieron varias secciones del ASK Vorwärts Berlin: balonmano desde 1969, luego boxeo y judo (1973), y finalmente ciclismo (en carretera y en pista), gimnasia, lucha libre y tiro deportivo.
En 1971, el Ministerio de Defensa trasladó el club de fútbol de ASK Vorwärts Berlin a Frankfurt (Oder) y lo integró en ASK Vorwärts Frankfurt. En febrero de 1991, este club tomó el nombre de Frankfurter FC Viktoria 91.
El club obtendría 13 medallas olímpicas (6 de oro, 2 de plata, 5 de bronce).
Se disolvió el 7 de diciembre de 1990 tras la reunificación alemana y siete de sus ocho secciones se colocaron individualmente bajo el paraguas de la Frankfurter Sport Union, que hoy cuenta con 15 disciplinas. Sólo el balonmano continuará su andadura de forma independiente bajo el nombre de BFV Frankfurt, club que se fusionará en 1994 con el SV Blau-Weiss Frankfurt para formar el Frankfurt HC.

## Balonmano
La sección de balonmano fue una de las más exitosas. Recogió el testigo de la ASK Vorwärts Berlin en 1969. El equipo masculino fue muchas veces superado por el Empor Rostock y el SC Magdeburgo dentro de la competición nacional, aunque consiguió la Copa de Europa en 1975. Las chicas ganaron el campeonato nacional cinco veces.

### Palmarés (masculino)
- Copa de Europa (1) : 1975
- Campeonato de la Alemania del Este de balonmano (3) : 1974, 1975, 1989
- Copa de la Alemania del Este de balonmano (3) : 1975, 1976, 1983

### Palmarés (femenina)
- Copa de la EHF femenina (1) : 1984/85
- Campeonato de la Alemania del Este de balonmano femenino (5) : 1982, 1983, 1985, 1986, 1987, 1990
- Copa de la Alemania del Este de balonmano femenino (5) : 1981, 1982, 1984, 1986